# فنسترله
فنسترله (به ایتالیایی: Fenestrelle) یک کومونه در ایتالیا است که در استان تورین واقع شده‌است.

## خصوصیات
فنسترله ۴۹٫۲ کیلومترمربع مساحت و ۵۷۱ نفر جمعیت دارد و ۱٬۲۱۵ متر بالاتر از سطح دریا واقع شده‌است.